# Las Canteras (Granada)
Las Canteras es una localidad y pedanía española perteneciente al municipio de Ugíjar, en la provincia de Granada. Está situada en la parte oriental de la comarca de la Alpujarra Granadina. A tan sólo un kilómetro del límite con la provincia de Almería, cerca de esta localidad se encuentran los núcleos de Los Montoros, Lucainena, Darrícal y Ugíjar capital.

## Geografía
Las Canteras está situada en una vega del río Ugíjar, a 470 m de altitud.

## Demografía
Según el Instituto Nacional de Estadística de España, en el año 2021 Las Canteras contaba con 14 habitantes censados, lo que representa el 0,55% de la población total del municipio.

### Evolución de la población
| Gráfica de evolución demográfica de Las Canteras entre 2011 y 2021 |
|                                                                    |
| Datos según el nomenclátor publicado por el INE.                   |

## Comunicaciones
Algunas distancias entre Las Canteras y otras ciudades:
| Ciudades | Distancia (km) |
| -------- | -------------- |
| Ugíjar   | 6              |
| Órgiva   | 52             |
| Almería  | 85             |
| Granada  | 109            |
| Jaén     | 180            |
| Murcia   | 291            |

## Cultura

### Patrimonio
Su nombre proviene del desarrollo histórico de la industria tradicional de extracción y talla de piedra de cantería. Conforma Las Canteras un conjunto de casas tradicionales escalonadas, con cierto interés paisajístico. Destacando la gran profusión de tinaos y porches, arquitectura típica de La Alpujarra. Los restos arqueológicos del castillo de Escariantes son testimonio de su historia, abarcando desde el siglo VIII. Entre su patrimonio etnográfico, disfrutable por el Sendero de La Alpujarra-GR142 en su tramo 6º, destacan el molino de Trepasierra, la aldea de Los Blanquizales, las eras de trilla o los aljibes. También se erige una pequeña ermita dedicada a la Virgen de Fátima.

### Fiestas
Las fiestas patronales de Las Canteras, en honor a la Virgen de Fátima, se celebran el primer sábado del mes de junio, con una popular velada en la plaza.